# Hydrartros
Hydrartros, eller hydartros (grekiska), innebär en ”ledutgjutning” med ökad mängd ledvätska. Denna kan orsakas av en akut ledskada, t. ex. i fotleden efter en vrickning eller i knäleden efter en meniskskada. Orsaken kan också vara en kronisk ledsjukdom, t, ex, reumatoid artrit.
En vattenklar eller bärnstensgul vätska samlas i leden. Har påverkan av leden varit kraftig kan även blödning uppstå och symptomen övergår till hemartros.
Den kroniska formen av hydrartros kommer ofta smygande utan påtaglig orsak. Åkomman ger då inga egentliga smärtor utan endast spännings-, osäkerhets- eller svaghetskänsla i leden, varför dess betydelse ofta underskattas av den drabbade.